# E15 (dziennik)
e15 – czeski periodyk o tematyce ekonomicznej, wydawany przez Czech News Center.
Został założony w 2007 roku przez wydawnictwo Mladá fronta. Od 2016 roku należy do holdingu Czech Media Invest.
Serwis internetowy e15.cz generuje ponad 2 mln odsłon miesięcznie.